# Emyr Huws
Emyr Wyn Huws, né le 30 septembre 1993 à Llanelli au pays de Galles, est un footballeur gallois qui évolue au poste de milieu de terrain. Il est international gallois.

## Biographie

### En club
Né à Llanelli, Huws fut formé cinq ans à Swansea City avant de rejoindre les moins de 18 ans de Manchester City en 2009. Il évolua dans l'équipe des moins de 21 ans de Manchester City jusqu'à en devenir le capitaine. Il marqua contre Fenerbahçe lors des NextGen Series 2012-2013 à Ewen Fields. Il joignit le club de Northampton Town en quatrième division pour un prêt de trois mois en octobre 2013. Il fit ses débuts pour les "Cobblers" le 13 octobre lors du match face à Exeter City, gagné 3-0. Il reçut les compliments de son entraîneur, Aidy Boothroyd et du capitaine de Northampton Kelvin Langmead pour sa prestation,.
Il joua son premier match pour Manchester City le 15 janvier 2014 face à Blackburn Rovers à l'occasion du troisième tour de la FA Cup.
Le 28 janvier 2014, il signa un contrat d'un mois pour un prêt à Birmingham City. Il débuta directement dans le onze de départ face à Derby County le 1er février, et, dans les dernières minutes de jeu, son tir rebondit sur le poteau avant d'arriver dans les pieds de Federico Macheda, le laissant marquer le but du 3-3. Son contrat fut étendu jusqu'à la fin de la saison , et les supporters l'élurent joueur du mois de février. Le 12 mars face à Burnley FC, il reprit la balle d'un contrôle de la poitrine avant de marquer une reprise de volée depuis 23 mètres, inscrivant ainsi son premier but à Birmingham et le deuxième de son équipe dans un match nul 3-3. Il marqua son deuxième but pour le club face durant la défaite 3-1 face à Middlesbrough d'un incroyable tir à 35 mètres du but adverse, étant élu à la fin du championnat but de la saison du club.
Le 22 juillet 2014 il est envoyé en prêt à Wigan Athletic pour six mois, avant de signer un nouveau contrat de deux ans avec Manchester City. Il fit ses débuts sous le maillot des Latics le 9 août 2014 face à Reading en tant que titulaire et disputa toute la rencontre.
Le premier septembre, lors de la dernière journée du marché des transferts, il signe un contrat permanent avec Wigan Athletic, les Latics ayant dépensé environ 3,5M £ pour s'offrir les services du joueur gallois.
Le 27 août 2015 il est prêté à Huddersfield Town.
Le 12 août 2016, il s'engage avec Cardiff City pour trois saisons.
Le 31 janvier 2017, il est prêté à Ipswich Town.
Le 15 janvier 2022, il rejoint Colchester United.
En 2023, il annonce sa retraite.

### En sélection
Emry Huws reçoit sa 1re sélection en équipe du pays de Galles du fait de l'absence de Aaron Ramsey, Joe Ledley et David Vaughan le 5 mars 2014, lors d'un match amical face à l'Islande. Il est titulaire et joue l'intégralité de la rencontre.

## Statistiques
Mis à jour le 24 août 2014
| Club             | Saison          | Division        | Ligue | Ligue | FA Cup | FA Cup | League Cup | League Cup | Autres | Autres | Total | Total |
| Club             | Saison          | Division        | App.  | Buts  | App.   | Buts   | App.       | Buts       | App.   | Buts   | App.  | Buts  |
| ---------------- | --------------- | --------------- | ----- | ----- | ------ | ------ | ---------- | ---------- | ------ | ------ | ----- | ----- |
| Manchester City  | 2012–13         | Premier League  | 0     | 0     | 0      | 0      | 0          | 0          | 0      | 0      | 0     | 0     |
| Manchester City  | 2013–14         | Premier League  | 0     | 0     | 1      | 0      | 0          | 0          | 0      | 0      | 1     | 0     |
| Manchester City  | Total           | Total           | 0     | 0     | 1      | 0      | 0          | 0          | 0      | 0      | 1     | 0     |
| Northampton Town | 2012–13         | League Two      | 10    | 0     | 2      | 0      | 0          | 0          | 1      | 0      | 13    | 0     |
| Birmingham City  | 2013–14         | Championship    | 17    | 2     | 0      | 0      | 0          | 0          | 0      | 0      | 17    | 2     |
| Wigan Athletic   | 2014–15         | Championship    | 4     | 0     | 0      | 0      | 0          | 0          | 0      | 0      | 4     | 0     |
| Carrière totale  | Carrière totale | Carrière totale | 31    | 2     | 3      | 0      | 0          | 0          | 1      | 0      | 35    | 2     |